# Strade Bianche 2014
De 8e editie van de wielerwedstrijd Strade Bianche werd gehouden op 8 maart 2014. De start was in San Gimignano, de finish in Siena. De wedstrijd maakte deel uit van de UCI Europe Tour 2014, in de categorie 1.1. De winnaar van 2013 was de Italiaan Moreno Moser. Deze editie werd gewonnen door de Poolse kampioen Michał Kwiatkowski.

## Deelnemende ploegen
| WorldTour               | ProContinentaal    |
| ----------------------- | ------------------ |
| Cannondale              | Androni Giocattoli |
| Lampre-Merida           | Bardiani CSF       |
| Astana                  | Yellow Fluo        |
| BMC Racing Team         | Colombia           |
| Giant-Shimano           | IAM Cycling        |
| Katjoesja               | MTN-Qhubeka        |
| Movistar                | Unitedhealthcare   |
| Omega Pharma-Quick-Step |                    |
| Sky ProCycling          |                    |
| Tinkoff-Saxo            |                    |
| Trek Factory Racing     |                    |

## Startlijst
| Cannondale | Androni Giocattoli | Astana |
| - 1. Moreno Moser - 2. Alberto Bettiol - 3. Maciej Bodnar - 4. Oscar Gatto - 5. Kristjan Koren - 6. Matthias Krizek - 7. Alan Marangoni - 8. Peter Sagan                              | - 11. Franco Pellizotti - 12. Marco Bandiera - 13. Manuel Belletti - 14. Matteo Di Serafino - 15. Marco Frapporti - 16. Johnny Hoogerland - 17. Diego Rosa - 18. Nicola Testi    | - 21. Maksim Iglinski - 22. Andrij Grivko - 23. Jacopo Guarnieri - 24. Tanel Kangert - 25. Fredrik Kessiakoff - 26. Aleksej Loetsenko - 27. Dmitri Moeravjov - 28. Andrej Zejts           |
| Bardiani CSF | BMC Racing Team | Colombia |
| - 31. Enrico Barbin - 32. Nicola Boem - 33. Marco Canola - 34. Marco Coledan - 35. Paolo Colonna - 36. Donato De Ieso - 37. Filippo Fortin - 38. Angelo Pagani                        | - 41. Cadel Evans - 42. Darwin Atapuma - 43. Steve Morabito - 44. Dominik Nerz - 45. Manuel Quinziato - 46. Samuel Sánchez - 47. Michael Schär - 48. Larry Warbasse              | - 51. Miguel Ángel Rubiano - 52. Edward Díaz - 53. Fabio Duarte - 55. Jarlinson Pantano - 56. Darwin Pantoja - 57. Jonathan Paredes - 58. Rodolfo Torres                                  |
| IAM Cycling | Lampre-Merida | Team Movistar |
| - 61. Thomas Lövkvist - 62. Matthias Brändle - 63. Martin Elmiger - 64. Marcel Aregger - 65. Reto Hollenstein - 66. Pirmin Lang - 67. Gustav Larsson - 68. Patrick Schelling          | - 71. Damiano Cunego - 72. Niccolò Bonifazio - 73. Davide Cimolai - 74. Luca Dodi - 75. Manuele Mori - 76. Andrea Palini - 77. Filippo Pozzato - 78. Diego Ulissi                | - 81. Alejandro Valverde - 82. Andrey Amador - 83. Jonathan Castroviejo - 84. Beñat Intxausti - 85. Pablo Lastras - 86. Enrique Sanz - 87. Jasha Sütterlin - 88. Francisco Ventoso        |
| MTN-Qhubeka | Omega Pharma-Quick-Step | Giant-Shimano |
| - 91. Kristian Sbaragli - 92. Jani Tewelde - 93. Adrien Niyonshuti - 94. Sergio Pardilla - 95. Meron Russom - 96. Songezo Jim - 97. Daniel Teklehaimanot - 98. Dennis van Niekerk     | - 101. Mark Cavendish - 102. Michał Gołaś - 103. Michał Kwiatkowski - 104. Alessandro Petacchi - 105. Wout Poels - 106. Mark Renshaw - 107. Matteo Trentin - 108. Rigoberto Urán | - 111. Warren Barguil - 112. Tom Dumoulin - 113. Johannes Fröhlinger - 114. Simon Geschke - 115. Tobias Ludvigsson - 116. Thomas Peterson - 117. Georg Preidler - 118. Tom Stamsnijder    |
| Katjoesja | Sky ProCycling | Tinkoff-Saxo |
| - 121. Aleksandr Kolobnev - 122. Maksim Belkov - 123. Vladimir Goesev - 124. Dmitri Kozontsjoek - 125. Luca Paolini - 126. Rüdiger Selig - 127. Ángel Vicioso - 128. Edoeard Vorganov | - 131. Ben Swift - 132. Ian Boswell - 133. Dario Cataldo - 134. Nathan Earle - 135. Bernhard Eisel - 136. Salvatore Puccio - 137. Sebastián Henao - 138. Ian Stannard            | - 141. Daniele Bennati - 142. Manuele Boaro - 143. Christopher Juul-Jensen - 144. Roman Kreuziger - 145. Sérgio Paulinho - 146. Michael Mørkøv - 147. Nicolas Roche - 148. Matteo Tosatto |
| Trek Factory Racing | Unitedhealthcare | Yellow Fluo |
| - 151. Fabian Cancellara - 152. Eugenio Alafaci - 153. Markel Irizar - 154. Jaroslav Popovytsj - 155. Hayden Roulston - 156. Jens Voigt - 157. Calvin Watson - 158. Riccardo Zoidl    | - 161. Alessandro Bazzana - 162. Ben Day - 163. Marc de Maar - 164. Lucas Euser - 165. Davide Frattini - 166. Christopher Jones - 167. Martijn Maaskant - 168. Kiel Reijnen      | - 171. Simone Ponzi - 172. Samuele Conti - 173. Francesco Failli - 174. Andrea Fedi - 175. Mauro Finetto - 176. Matteo Rabottini - 177. Fabio Taborre - 178. Mirko Tedeschi               |

## Vooraf
Peter Sagan is dit jaar de te kloppen man op de Toscaanse grintwegen. Hij zal worden bijgestaan door zijn luitenant, Moreno Moser, tevens de winnaar van de vorige editie. Ook Fabian Cancellara hoopt dit jaar zijn eerste klassieker te winnen. Alejandro Valverde bewees in de Ruta del Sol en de Ronde van Murcia dat hij over een goede vorm beschikt, evenals Michał Kwiatkowski, Filippo Pozzato en Diego Ulissi. Ian Stannard hoopt de lijn van de Omloop Het Nieuwsblad door te trekken. Schaduwfavorieten zijn Simone Ponzi, Roman Kreuziger en Franco Pellizotti, maar op de lastige grintwegen is werkelijk alles mogelijk.

## Verloop
In het begin van de wedstrijd vormde er zich een kopgroep van vier Italianen: Angelo Pagani, Davide Frattini, Marco Frapporti en Andrea Fedi. Hun voorsprong liep uit tot tien minuten. Door mechanische pech moest Andrea Fedi de kopgroep laten gaan, en op de vijfde grindstrook begon het peloton de voorsprong van de koplopers in te korten. Pagani voelde de hete adem van het peloton, en koos alleen het hazenpad, maar kwam ten val op een grindstrook. Diego Rosa versnelde op dat moment vanuit het peloton en reed in zijn eentje naar de stervende Pagani toe, maar ook hij kwam ten val en het peloton naderde. Op de laatste zandstrook kwam alles samen en vormde zich een nieuwe kopgroep. Cannondale is vertegenwoordigd door favoriet Sagan, die het in zijn eentje moest opnemen tegen vijf Omega Pharma-Quick Step-renners: Kwiatkowski, Gołaś, Trentin, Poels en Urán. De andere renners in de kopgroep waren: Pellizotti, Cunego, Ulissi, Barguil, Dumoulin, Geschke, Preidler, Vicioso, Puccio, Stannard, Bennati, Juul-Jensen, Kreuziger, Cancellara, Valverde en Amador. Trentin demarreerde voor achtste grindstrook, maar werd teruggehaald. Direct na deze grindstrook ging Sagan zijn kans, hij kreeg de Poolse kampioen Kwiatkowski mee. Zij bouwden hun voorsprong geleidelijk aan uit op de laatste twee grindstroken. In de achtervolgende groep probeerde Valverde nog iets te forceren, maar tevergeefs. De twee koplopers reden met voldoende voorsprong het oude stadscentrum van Siena binnen, en in de lastige straatjes bergop viel Sagan stil, en schonk Kwiatkowski OPQS alweer een zege.

## Rituitslag
| Strade Bianche 2014 |                         |                         |          |
| Plaats              | Naam                    | Ploeg                   | Tijd     |
| Winnaar             | Michał Kwiatkowski      | Omega Pharma-Quick Step | 5u20'33" |
| 2                   | Peter Sagan             | Cannondale              | + 19"    |
| 3                   | Alejandro Valverde      | Movistar                | + 36"    |
| 4                   | Damiano Cunego          | Lampre-Merida           | + 40"    |
| 5                   | Roman Kreuziger         | Tinkoff-Saxo            | z.t.     |
| 6                   | Fabian Cancellara       | Trek Factory Racing     | + 59"    |
| 7                   | Cadel Evans             | BMC Racing Team         | + 1' 44" |
| 8                   | Warren Barguil          | Giant-Shimano           | + 2' 02" |
| 9                   | Wout Poels              | Omega Pharma-Quick Step | + 2' 11" |
| 10                  | Simon Geschke           | Giant-Shimano           | + 2' 51" |
| 11                  | Salvatore Puccio        | Sky ProCycling          | z.t.     |
| 12                  | Tom Dumoulin            | Giant-Shimano           | z.t.     |
| 13                  | Matteo Trentin          | Omega Pharma-Quick Step | + 2' 54" |
| 14                  | Michał Gołaś            | Omega Pharma-Quick Step | z.t.     |
| 15                  | Ángel Vicioso           | Katjoesja               | + 3' 02" |
| 16                  | Ian Stannard            | Sky ProCycling          | + 3' 16" |
| 17                  | Andrey Amador           | Movistar                | + 5' 40" |
| 18                  | Christopher Juul-Jensen | Tinkoff-Saxo            | + 5' 56" |
| 19                  | Franco Pellizotti       | Androni Giocattoli      | z.t.     |
| 20                  | Georg Preidler          | Giant-Shimano           | z.t.     |

2007 · 2008 · 2009 · 2010 · 2011 · 2012 · 2013 · 2014 · 2015 · 2016 · 2017 · 2018 · 2019 · 2020 · 2021 · 2022 · 2023 · 2024 · 2025
Etappewedstrijden

 Ster van Bessèges ·
 Ronde van de Middellandse Zee ·
 Ruta del Sol ·
 Ronde van de Algarve ·
 Ronde van de Haut-Var ·
 Driedaagse van West-Vlaanderen ·
 Internationale Wielerweek ·
 Internationaal Wegcriterium ·
 Driedaagse van De Panne-Koksijde ·
 Ronde van de Sarthe ·
 Ronde van Trentino ·
 Ronde van Turkije ·
 Vierdaagse van Duinkerke ·
 Ronde van Azerbeidzjan ·
 Szlakiem Grodów Piastowskich ·
 Ronde van Castilië en León ·
 Ronde van Picardië ·
 Ronde van Noorwegen ·
 World Ports Classic ·
 Ronde van Beieren ·
 Ronde van België ·
 Tour des Fjords ·
 Ronde van Estland ·
 Ronde van Luxemburg ·
 Boucles de la Mayenne ·
 Ster ZLM Toer ·
 Ronde van Slovenië ·
 Route du Sud ·
 Ronde van Oostenrijk ·
 Sibiu Cycling Tour ·
 Ronde van Wallonië ·
 Ronde van Portugal ·
 Ronde van Denemarken ·
 Ronde van de Ain ·
 Ronde van Burgos ·
 Arctic Race of Norway ·
 Ronde van de Limousin ·
 Ronde van Poitou-Charentes ·
 Ronde van Groot-Brittannië ·
 Ronde van Gévaudan Languedoc-Roussillon ·
 Eurométropole Tour
Eendaagse wedstrijden

 GP La Marseillaise ·
 Grote Prijs van de Etruskische Kust ·
 Trofeo Palma ·
 Trofeo Ses Salines ·
 Trofeo Serra de Tramuntana ·
 Trofeo Platja de Muro ·
 Trofeo Laigueglia ·
 Ronde van Murcia ·
 Omloop Het Nieuwsblad ·
 Classic Sud Ardèche ·
 GP Lugano ·
 Clásica de Almería ·
 Kuurne-Brussel-Kuurne ·
 La Drôme Classic ·
 Le Samyn ·
 GP Città di Camaiore ·
 Strade Bianche ·
 Roma Maxima ·
 Ronde van Drenthe ·
 Dwars door Drenthe ·
 Nokere Koerse ·
 GP Nobili Rubinetterie ·
 Handzame Classic ·
 Classic Loire-Atlantique ·
 Grote Prijs van Cholet-Pays de Loire ·
 Dwars door Vlaanderen ·
 Route Adélie de Vitré ·
 Volta Limburg Classic ·
 Grote Prijs Miguel Indurain ·
 Ronde van La Rioja ·
 Scheldeprijs ·
 GP Cerami ·
 Klasika Primavera ·
 Parijs-Camembert ·
 Brabantse Pijl ·
 GP Denain ·
 Ronde van de Finistère ·
 Tro Bro Léon ·
 Ronde van Keulen ·
 La Roue Tourangelle ·
 Rund um den Finanzplatz Eschborn-Frankfurt ·
 Ronde van de Somme ·
 ProRace Berlin ·
 Grote Prijs van Plumelec ·
 Boucles de l'Aulne ·
 Ronde van Zeeland Seaports ·
 GP Kanton Aargau ·
 Ronde van Limburg ·
 Ronde van de Apennijnen ·
 Halle-Ingooigem ·
 Prueba Villafranca de Ordizia ·
 GP Industria & Artigianato-Larciano ·
 Ronde van Toscane ·
 Circuito de Getxo ·
 Polynormande ·
 RideLondon Classic ·
 GP Stad Zottegem ·
 Arnhem-Veenendaal Classic ·
 Châteauroux Classic de l'Indre ·
 Druivenkoers Overijse ·
 Brussels Cycling Classic ·
 GP Fourmies ·
 Ronde van de Doubs ·
 GP Jef Scherens ·
 Coppa Bernocchi ·
 GP van Wallonië ·
 Coppa Agostoni ·
 Ronde van de Drie Valleien ·
 Kampioenschap van Vlaanderen ·
 Grote Prijs Impanis-Van Petegem ·
 Memorial Marco Pantani ·
 GP Industria & Commercio di Prato ·
 GP van Isbergues ·
 Omloop van het Houtland ·
 Duo Normand ·
 Milaan-Turijn ·
 Ronde van het Münsterland ·
 Ronde van de Vendée ·
 Memorial Frank Vandenbroucke ·
 Coppa Sabatini ·
 Parijs-Bourges ·
 Ronde van Emilia ·
 Parijs-Tours ·
 GP Beghelli ·
 Nationale Sluitingsprijs ·
 Chrono des Nations